# Ozbrojené síly Čínské lidové republiky
Ozbrojené síly Čínské lidové republiky se skládají ze tří složek:
- Čínská lidová osvobozenecká armáda, ozbrojené křídlo Komunistické strany Číny a hlavní složka ozbrojených sil Čínské lidové republiky
- Čínská lidová ozbrojená policie, polovojenská policie
- Čínská lidová milice